# Abdalazize ibne Saúde
Abdalazize Ibne Abderramão Saud (em árabe: عبد العزيز بن عبد الرحمن آل سعود; romaniz.: ʿAbd al ʿAzīz bin ʿAbd ar Raḥman Āl Suʿūd; Riade, 24 de novembro de 1880 — Taife, 30 de novembro de 1953), também conhecido como Ibne Saud, foi rei do Hejaz e do Négede entre 1926 e 1932 e o primeiro rei da Arábia Saudita entre 1932 e 1953. Na historiografia saudita, ele é chamado de "o primeiro rei do terceiro estado Saudita (o primeiro durou de 1744 a 1818, e o segundo de 1819 a 1891)".
Ibne Saud era membro da família Saud que tinha governado praticamente toda a Arábia durante os 100 (cem) anos anteriores ao seu nascimento. Porém, quando Ibne Saud nascera, a sua família tinha perdido sua relevância em detrimento da família Raxidi e este foi obrigado a exilar-se quando ainda era uma criança no Kuwait, onde crescera na pobreza.
Decidido a reconquistar as terras que a sua família tinha perdido, organizou com cerca de vinte homens a tomada de Riade. A cidade, que era dominada pela família Al Rashid, foi tomada em 1902. Após o fim da Primeira Guerra Mundial, os ingleses reconheceram-no como emir de Hasa e do Négede. Entre 1913 e 1926, ibne Saúde tomou Alhaça, o resto do Négede e do Hejaz.
Ibne Saúde não se envolveu na Revolta Árabe de 1916, devido à sua antipatia por Huceine. Entre 1919 e 1925 Saud conseguiu expulsar Hussein das cidades de Gidá, Meca e Medina. A 8 de janeiro de 1926 tornou-se rei do Hejaz. e em 29 de janeiro de 1927 rei do Négede. Pelo Tratado de Gidá, de 20 de maio de 1927, os ingleses reconheceram a independência do reino de Ibne Saúde, agora como Reino do Négede e Hejaz. Em 1932, Ibne Saúde decidiu reunificar todos estes reinos para formar o reino da Arábia Saudita. O rei forçou as tribos de beduínos a adoptar uma forma de vida sedentária, terminando com os ataques aos peregrinos que visitavam Meca.
Em 1933, o rei realizou um acordo petrolífero com a Standard Oil. A descoberta de óleo em 3 de março de 1938, em Darã, mudaria o país. A produção de petróleo começou em 1939. A partir de 1948, o petróleo forneceu grandes lucros ao país. E transformou-o no governante mais rico do Oriente Médio.
Durante a guerra árabe-israelense de 1948-1949, o seu país teve um envolvimento tênue no conflito. Em 1951, a companhia americana Aramco passa a pagar 50% dos seus lucros ao governo saudita e a pagar impostos na Arábia Saudita; antes, ela pagava ao governo dos Estados Unidos. Ibne Saud falecera em 9 de novembro de 1953, tendo sido sucedido pelo seu filho mais velho, Saud Ibne Saud.